# Алгебра Мальцева
В абстрактній алгебрі, алгебра Мальцева (чи алгебра Муфанг — Лі) над полем — неасоціативна алгебра що є антисиметричною, тобто
{\displaystyle xy=-yx\ }
і задовольняє властивість Мальцева
{\displaystyle (xy)(xz)=((xy)z)x+((yz)x)x+((zx)x)y\ }.
Алгебри Мальцева вперше були введені Анатолієм Мальцевим у 1955 році.

## Варіанти визначення
- Рівність {\displaystyle xy=-yx\ } для всіх елементів x, y еквівалентна {\displaystyle x^{2}=0\,} для всіх x.
- Якщо визначити {\displaystyle \ J(x,y,z)=(x\cdot y)\cdot z+(y\cdot z)\cdot x+(z\cdot x)\cdot y,} то властивість Мальцева можна переписати {\displaystyle \ J(x,y,x\cdot z)=J(x,y,z)\cdot x}

## Приклади
- Будь-яка алгебра Лі є алгеброю Мальцева.
- Будь-яка альтернативна алгебра визначає алгебру Мальцева за допомогою добутку Мальцева xy − yx.
- Уявні октоніони з добутком xy − yx утворюють алгебру Мальцева розмірності 7.